# Děkanství v Prachaticích
Děkanská č.p. 31 je původně gotická, následně v 16. století renesančně přestavěná a v baroku dále upravovaná budova fary (děkanství) v Děkanské uličce v Prachaticích. Fasádě směrem do parkánu dominuje mohutný rizalit zdobený sgrafitovou rustikou. Dům je součástí městské památkové rezervace Prachatice. Od 3. května 1958 chráněná kulturní památka. V domě má své sídlo Římskokatolická farnost Prachatice.

## Popis
Rozsáhlý jednopatrový objekt na půdorysu tvaru „L“, situovaný jihovýchodně od kostela sv. Jakuba Většího. Dům je součástí bloku domů mezi kostelem, Kříšťanovou a Věžní ulicí.  Součástí budovy je i nádvoří do Věžní ulice s ohradní zdí a obloukem zaklenutým vjezdem.  Objekt je zastřešen několika sedlovými střechami, krytými bobrovkami, střecha rizalitu je valbová. Hlavní vstupní průčelí v Děkanské ulici je obráceno směrem k farnímu kostelu, fasáda do Děkanské uličky i do parkánu je sedmiosá. Úprava fasády, kryté hladkou štukovou omítkou okrové barvy, pochází z pozdně barokních úprav objektu, orámování oken prvního patra tvoří tenké, ve štuku provedené, stuhové šambrány. Na severním nároží objektu a také mezi třetí a čtvrtou okenní osou je zdivo zpevněno opěrným pilířem (skarpem). Fasáda je zakončena fabionovou korunní římsou. Vstupní portál z Děkanské ulice je pravoúhlý, pozdně gotický s výžlabky a vytesaným letopočtem 1532. Okna jsou klasicistní, špaletová, s hnědým nátěrem rámů a bílým nátěrem křídel. Součástí východní zdi objektu je v úrovni přízemí zdivo původního městského opevnění ze 14. století, jejíž šíře zde dosahuje 200 cm. Ve zdivu hradby jsou prolomeny tři okenní otvory s hlubokými okenními nikami. Nadpraží oken v patře do parkánu doplňují profilované nadokenní, ve štuku provedené, římsy. Součástí východní fasády do parkánu je předsazený rizalit, nesený mohutným obloukovým pasem, předstupující před vnitřní městskou hradbu. Fasádu rizalitu pokrývá sgrafito ve formě psaníček. Obytná budova fary je v přízemí převážně klenutá plackovými klenbami a v patře se nalézají fabionové stropy. Severní část objektu je podsklepená a sklepy se nacházejí ve dvou výškových úrovních. 

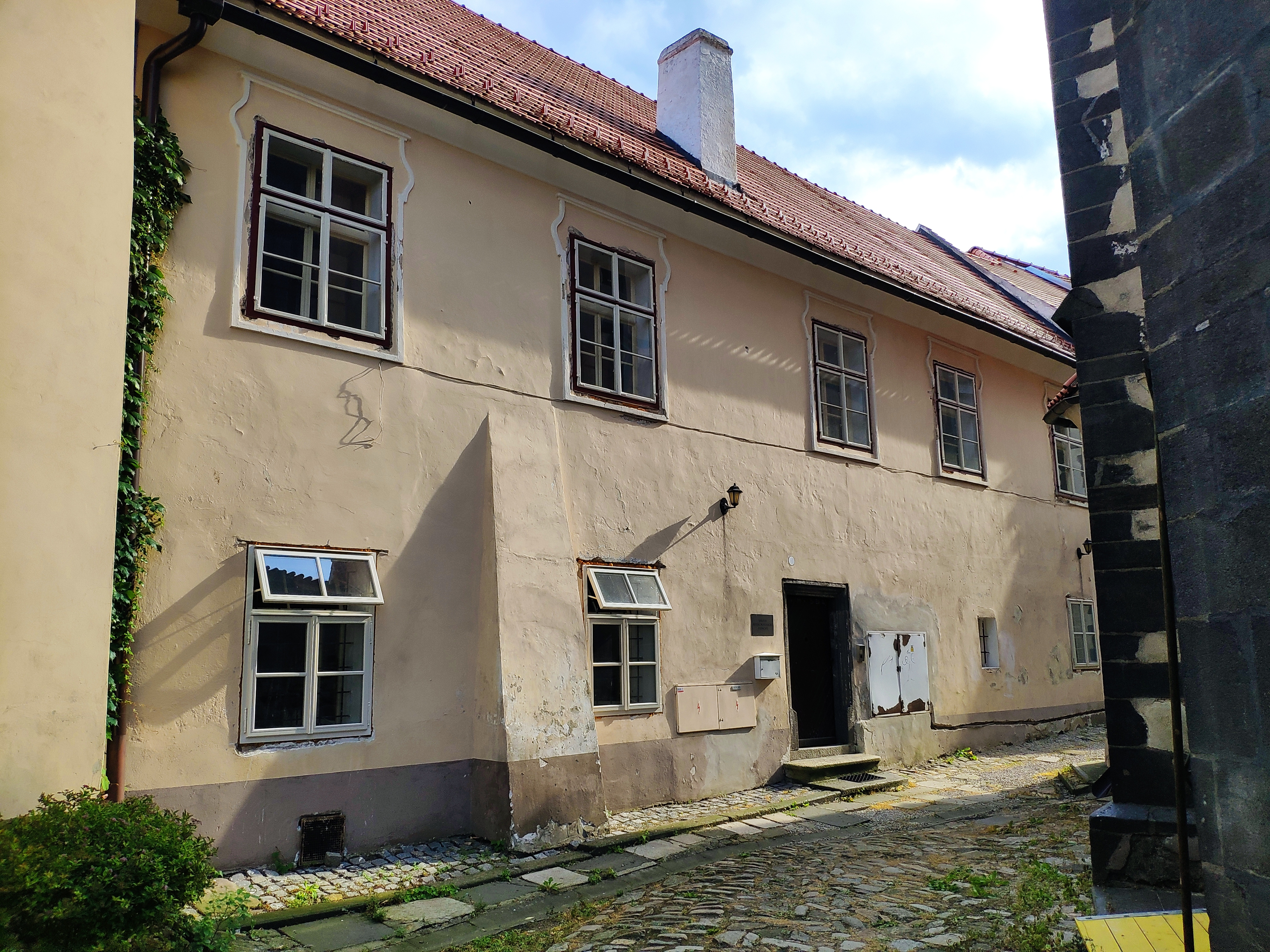
Děkanská č.p. 31, vstupní průčelí z Děkanské ulice

### Popis sgrafitové výzdoby rizalitu
Obloukový pas rámují iluzivní klenáky a na ně navazující jednoduché kvádrování. Následuje iluzivní pásová kordonová římsa ve formě několika paralelních linek nad sebou. Nad římsou pokračuje sgrafitová výzdoba bosáží ve formě psaníček celkem ve čtyřech pásech nad sebou, přičemž jednotlivé pásy horizontálně odděluje linkování, stejného typu, jakým je tvořena iluzivní římsa.

## Historie
Dům byl historicky vždy užíván jako fara, fara sloužila jako sídlo duchovního správce a zároveň zajišťovala i základní potřeby farnosti. První zmínka o farnosti pochází z roku 1352. Na děkanství byla farnost povýšena v roce 1579. Budova vznikla pravděpodobně již na přelomu 13. a 14. století jako fara při kostele sv. Jakuba. Nejstarší část současného objektu je severovýchodní nároží směrem do parkánu, které je pozůstatkem původního věžového objektu, který byl součástí městského opevnění ze 14. století. Tloušťka zdiva severní stěny zde dosahuje 145 cm. Současná podoba objektu, tedy minimálně jeho severní část, má kořeny v pozdní gotice, což dokládá letopočet 1532 na tesaném dioritovém vstupním portálu. Z roku 1532 se zachoval taktéž zápis, kdy s knězem Matějem byla sepsána smlouva, ve které se žádalo, aby platil dělníky při stavbě nové fary. Město mu také slibovalo, že mu zajistí náležitý stavební materiál (vápno, cihly, kámen a dříví). V polovině 16. století byla budova výrazně renesančně přestavěna, fasádu pokrylo sgrafito a dostavěno bylo východní křídlo včetně rizalitu do parkánu. Na konci 18. století byla budova upravena do víceméně současné podoby (fasáda, plackové klenby a ploché fabionové stropy v patře). Další úpravy proběhly kolem roku 1846. Vlastníkem objektu je Římskokatolická farnost Prachatice. 

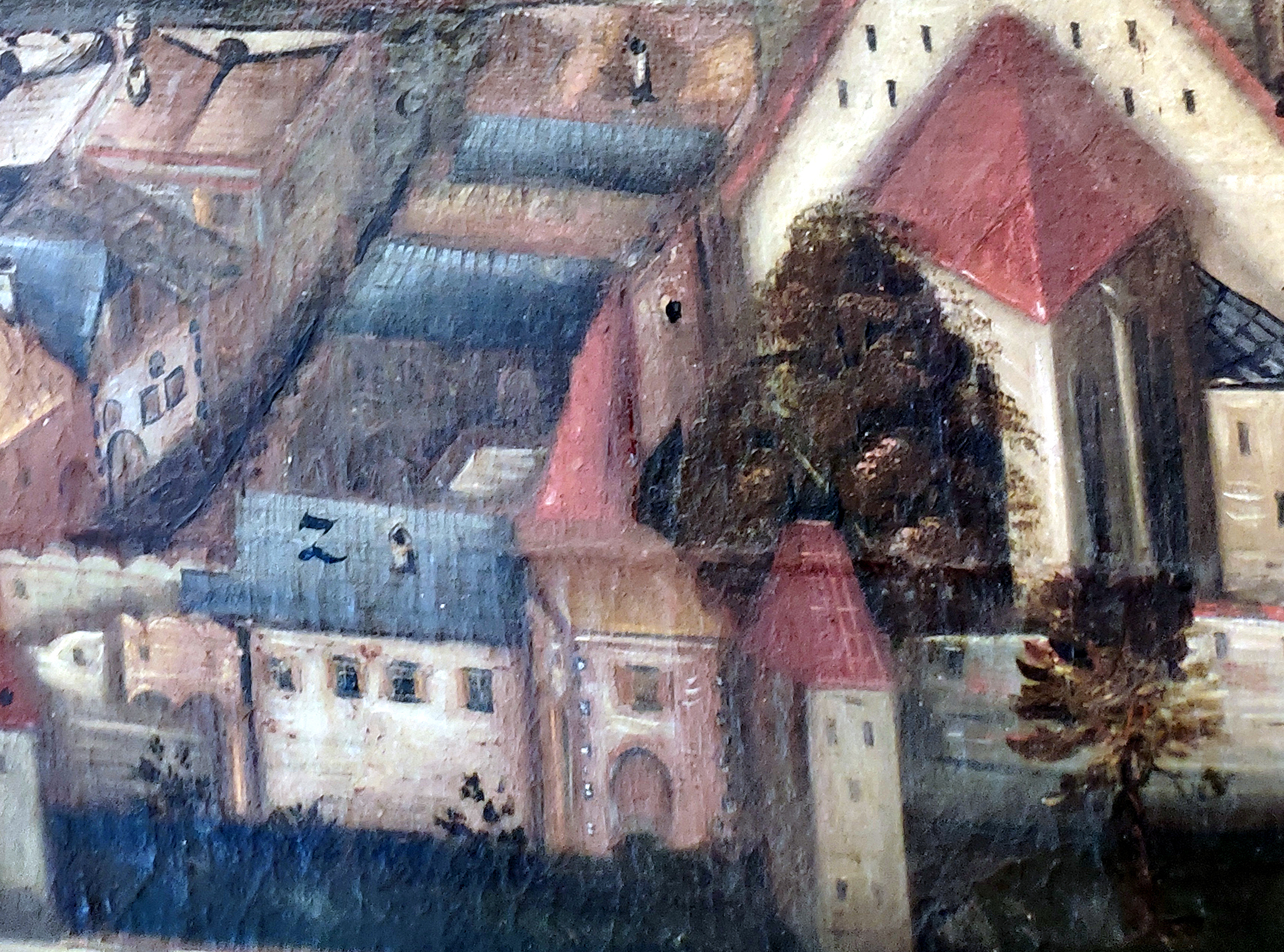
Budova děkanství (označena písmenem Z) v roce 1670 na obrazu Prachatic od Jindřicha de Verle (Prachatické muzeum).

## Dějiny církevní správy
Prachatice patřily od svého založení až do husitských válek pod správu Vyšehradské kapituly. Po bohoslužebné účely nejprve sloužil, tedy po nějakou dobu, kostel sv. Petra a Pavla ve Starých Prachaticích. První písemná zpráva o existenci kostela sv. Jakuba je z roku 1312, kdy Verner z Vitějovic a jeho měšťané slíbili ochranu kupcům přicházející do Prachatic na trh na den sv. Jakuba se čtrnácti dalšími dny. Ze stejného roku pochází zmínka o existenci školy, založené při kostele. Ze 14. století se o dosazování kněží zachovalo poměrně málo písemných zpráv. Dne 8. září 1359 založil prachatický měšťan Jakub Frumsgut každodenní mši ve farním kostele Sv. Jakuba, který si také vymínil, že on a jeho potomci, budou mít právo dosazovat kněze. Dne 26. září potvrdila pražská arcibiskupská konzistoř za kněze Jakuba Gotšalka z Prachatic, který poté působil jako kněz v Prachaticích 20 let, až do své smrti. Po něm se stal knězem Mikuláš Konrád, klerik z Prahy. Prvním známým farářem, dosazovaným na své místo Vyšehradskou kapitulou, byl pak Jan z Volar, který svou činnost ukončil v roce 1379 a kterého nahradil Jakub Scronidlo. Dalším knězem byl od roku 1380 Ctibor. V letech 1394–1398 byl farářem Záviš. V roce 1419 vypukl v Prachaticích spor mezi německým katolickým knězem Zetherem a husitským kazatelem Václavem, školmistrem. Katolický kněz z kazatelny pomlouval husitského kazatele, avšak koncem roku získali ve městě převahu stoupenci Husova učení, takže musel svá slova odvolat. Dne 25. dubna 1420 dobyl Prachatice Jan Žižka a vyhnal z města všechny katolíky, ti se však vrátily a tvrdě potírali a z města vyháněli všechny stoupence Husova učení, klerika a kostelníka dokonce upálili. V listopadu 1420 z tohoto popudu přitáhl opět k městu Jan Žižka, po neuposlechnutí výzvy k otevření brány město dobyl, vyplenil a katolické stoupence mužského pohlaví povraždil, z toho 85 měšťanů upálil v sakristii kostela. Od této doby byly Prachatice až do třicetileté války z valné většiny utrakvistické. Z 15. století s nezachovalo mnoho církevních zpráv o kněžích. Teprve v roce 1530 a 1531 je uváděn jako kněz Jan z Trmice. Po něm nastoupil kněz Václav. V roce 1532 byl za faráře přijat kněz Matěj, který také vedl přestavbu fary v tomto roce. V roce 1553 nastoupil jako kněz opět Jan z Trmice, jeho nástupcem se stal kněz Vít. V roce 1561 se v Prachaticích objevuje kněz Jan Selner, v roce 1563 se stal knězem Blažej. V roce 1573 nastoupil do Prachatic kněz Václav, se kterým mělo město mnoho problémů a který, ač ženatý a "sešlého věku", se v roce 1578 pokusil na faře znásilnit děvečku Mandalénu z Hartmanic. Jeho nástupcem se stal až v roce 1585 Jakub Mirotický, kterého poté v roce 1599 nahradil kněz Brikci Flandri Velešinský. Pro katolickou německou menšinu byl v Prachaticích zpravidla ustanoven německý katolický kaplan. V roce 1558 žádá kněz Jan z Trmic Viléma z Rožmberka o vyslání německého kaplana, protože sám německy neumí. V roce 1564 se uvádí kněz Jan, kaplan německý, v roce 1577 tuto funkci zastával kaplan Tomáš. Některé roky zůstávala tato pozice dlouhodobě neobsazena. V roce 1581 zastával funkci německého katolického kaplana kněz Jiřík Rays, v roce 1591 pak kněz Ondřej. Katolická menšina měla pro své bohoslužby v Prachaticích vyhrazenu kapli sv. Barbory. Na konci 16. století je uváděno na prachatické farnosti 2500 utrakvistů a pouhých 5 katolíků, katolických bohoslužeb se ale zřejmě hojně účastnili také příchozí soumaři a další obchodníci, přicházející do města po Zlaté stezce. Po dobytí města Karlem Bonaventurou Buquoyem v roce 1620 a vyvraždění velké části mužského obyvatelstva města, následovala vlna rekatolizace. Dne 24. června 1623 bylo nařízeno „aby všickni k římské katolické víře přistoupili“. První termín byl stanoven na 25. listopad 1623, nebyl však dodržen, následně bylo použito obvyklého donucovacího prostředku a město obsadilo vojsko, které zde pobylo půl roku. Měšťanům (povětšinou vdovám po zavražděných měšťanech) se však stále k přestoupení na katolickou víru nechtělo, teprve po mnoha dalších represích, věznění, odchodu některých obyvatel a císařskému patentu z roku 1624 o zákazu nekatolického náboženství, v roce 1626 nový katolický děkan prohlásil město za katolické. V roce 1702 je uváděno jméno děkana Jana Schattaeura. V letech 1798–1806 působil jako děkan v Prachaticích Josef Heller, jeho nástupcem se stal Leonard Ortner (1807–1808), kterého poté nahradil Dominik Hostlovský (1809–1812). Po jeho smrti nastoupil Filip Endres (1810–1846), po něm nastoupil jako kaplan Matěj Fučík z Týna nad Vltavou 1846–1858). Prachatická farnost byla rozsáhlá a tak děkanovi vypomáhalo několik kaplanů, první kaplanské místo bylo zříceno v roce 1710, druhé v roce 1739 a třetí v roce 1780. Jako kaplani zde působili např. Antonín Puchmajer (1787–1800) a František Josef Sláma (1818–1825). Od roku 1871 až do roku 1919, tedy téměř 48 let, působil v Prachaticích jako děkan Jan Švéda, který byl uznáván i pro svou kulturní činnost, sbíral kostelní písně a sestavil je do sbírky nazvané "Kancionálek". Inicioval taktéž opravu kostela, ze které sice z důvodu nedostatku financí sešlo, i tak se povedlo několik drobných oprav kostela a doplnění mobiliáře podle návrhů Josefa Mockera a schwarzenberského stavebního rady Ing. Jana Sedláčka. Mockerem navržená, ale nerealizovaná, dostavba severní věže a přestavba jižní věže kostela se dochovala v plánech, uložených na Pražském hradě. Jan Švéda se taktéž snažil, v době sílících národnostních třenic, o porozumění lidí obou národností.

## Galerie

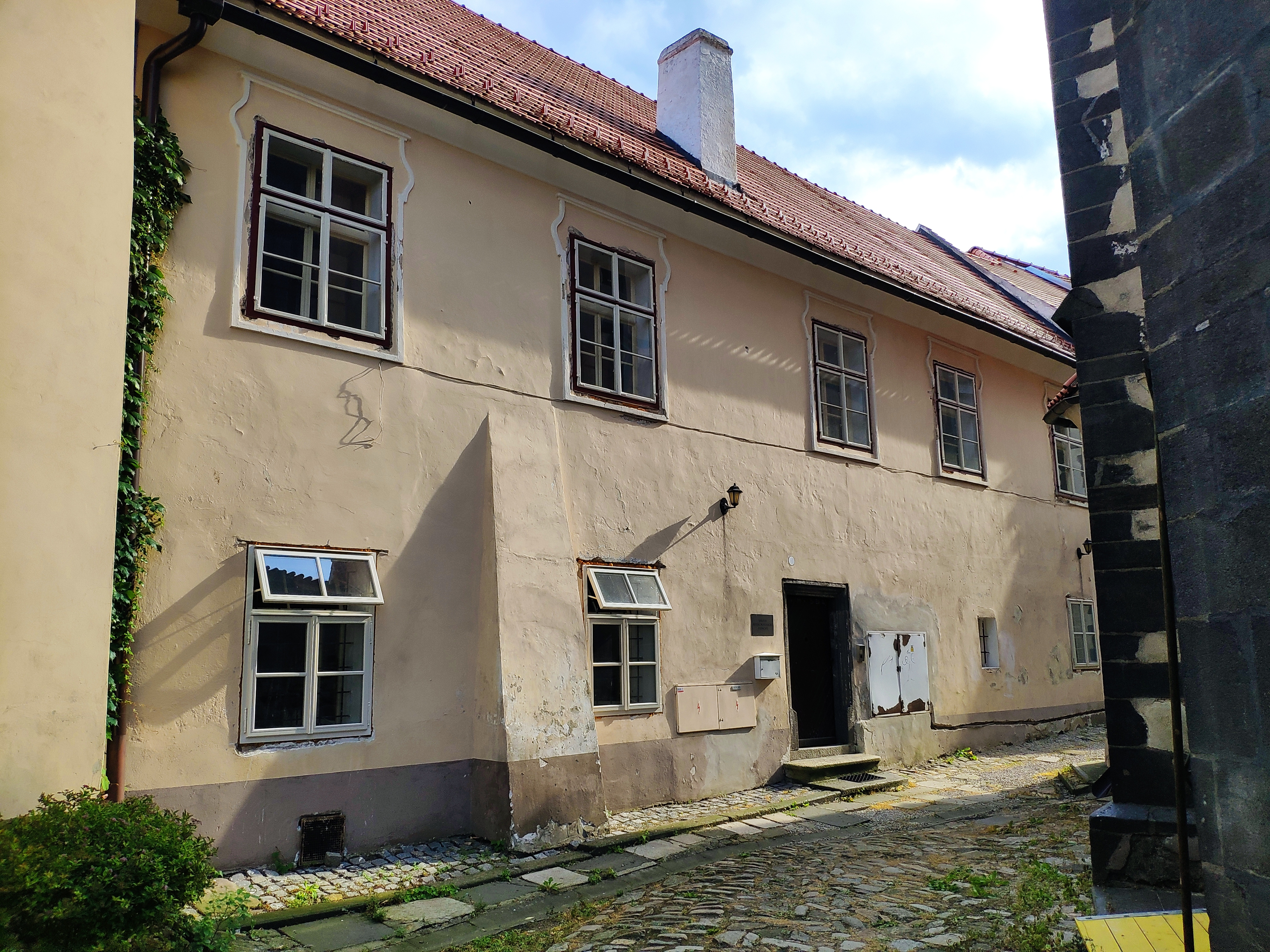
Děkanská č.p. 31, vstupní průčelí z Děkanské ulice
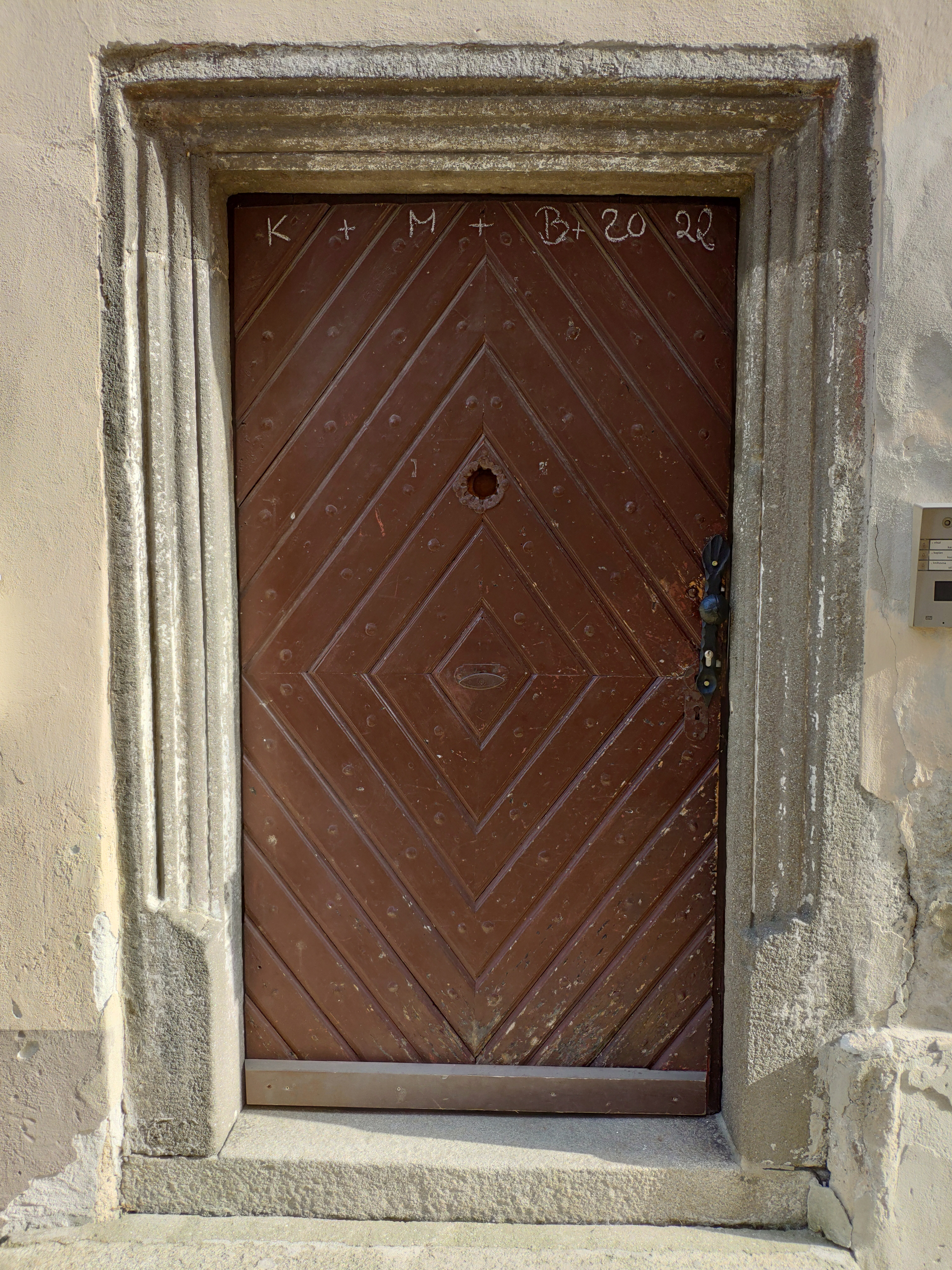
Děkanská č.p. 31, vstupní portál z Děkanské ulice
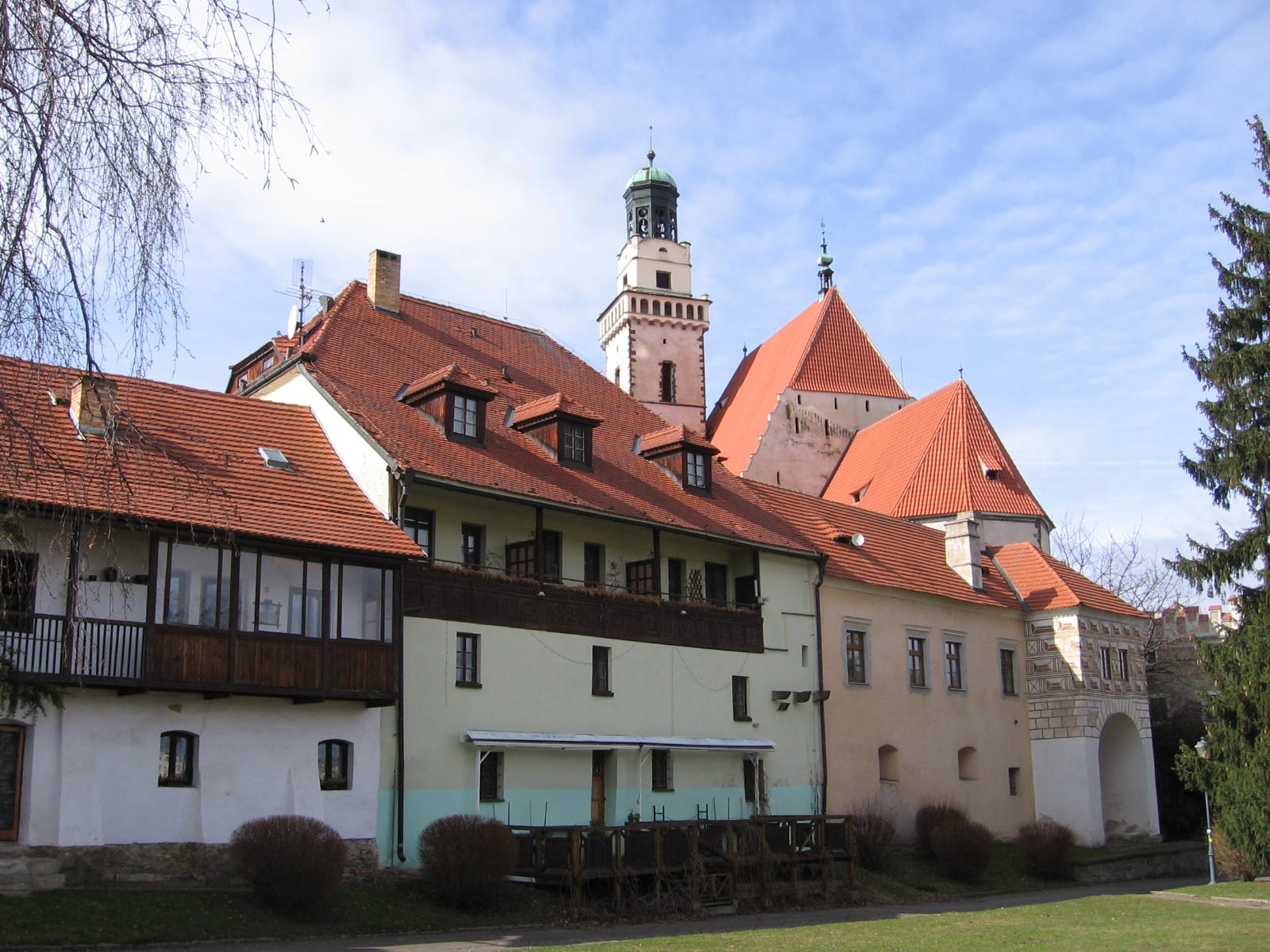
Děkanská č.p. 31, fasáda s rizalitem do parkánu
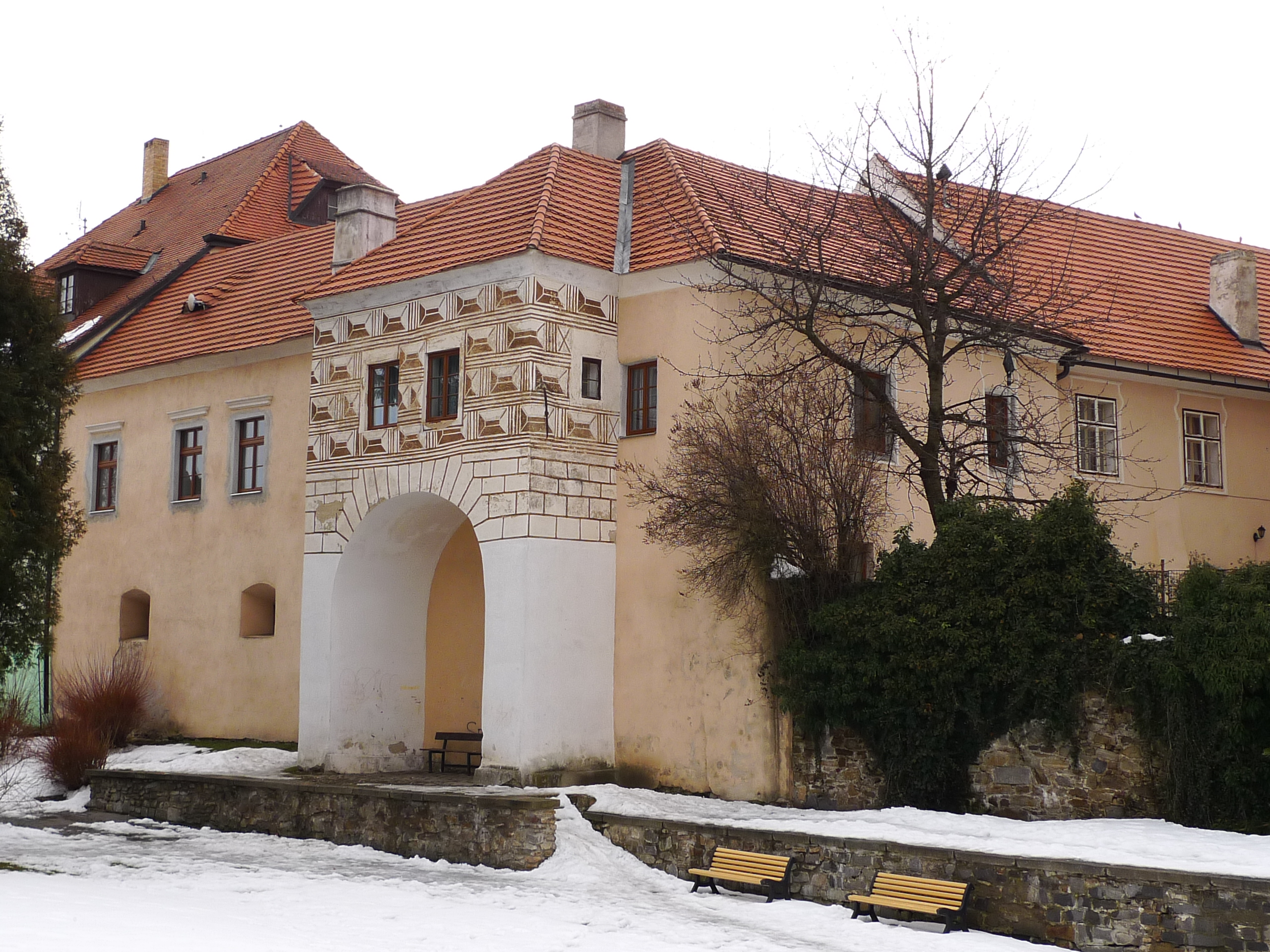
Děkanská č.p. 31, fasáda s rizalitem do parkánu
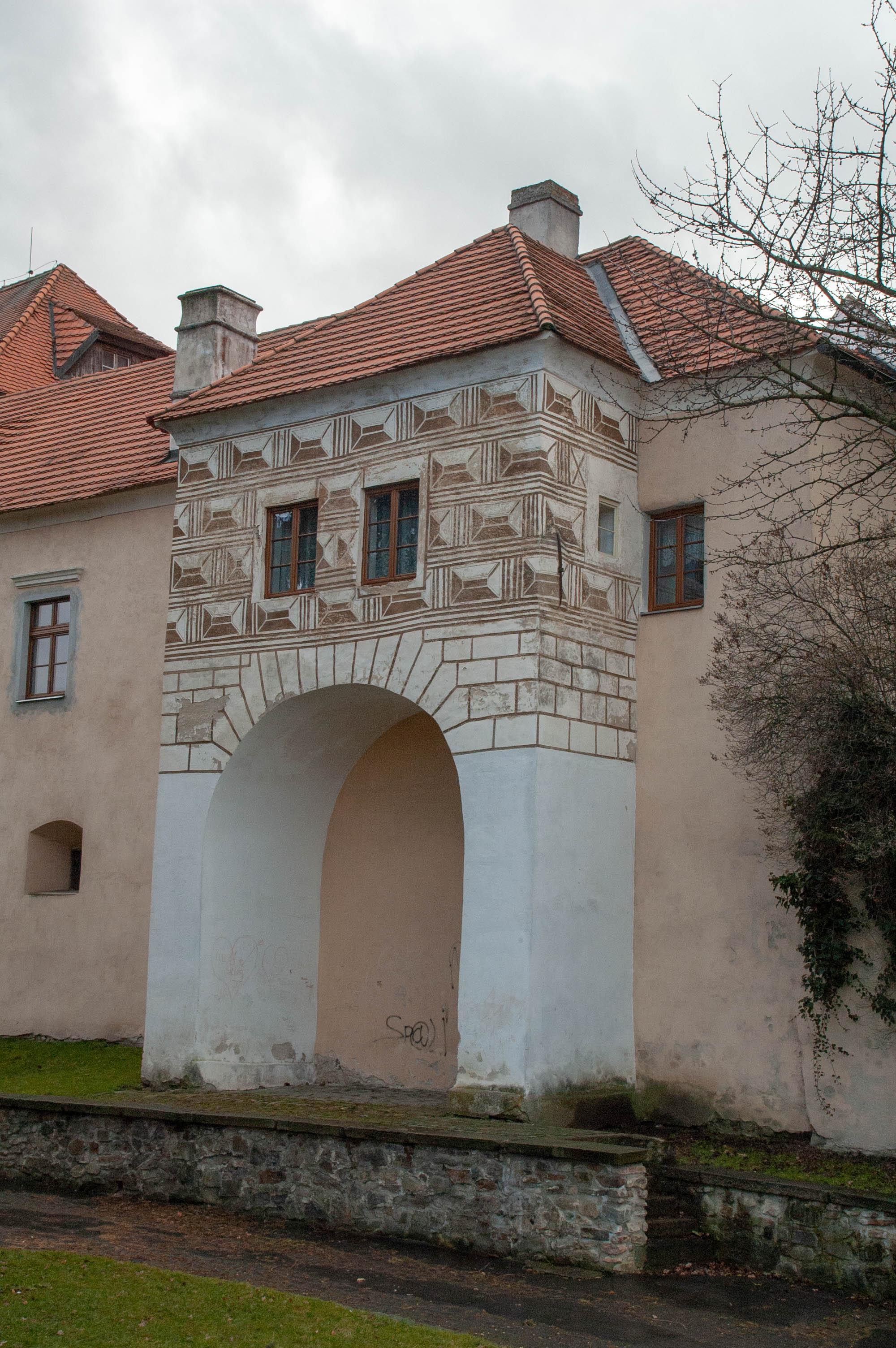
Děkanská č.p. 31, rizalit
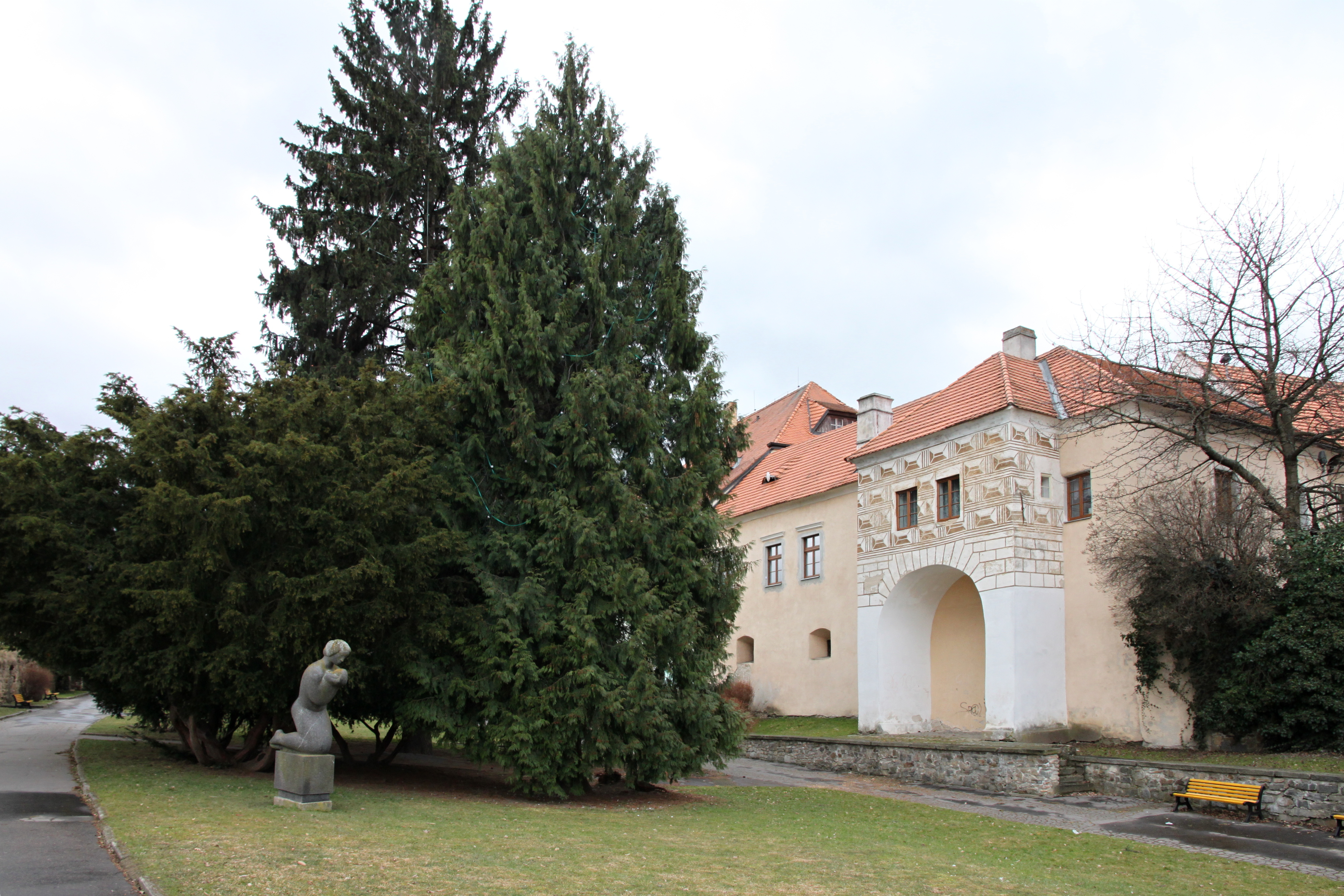
Děkanská č.p. 31, fasáda s rizalitem do parkánu
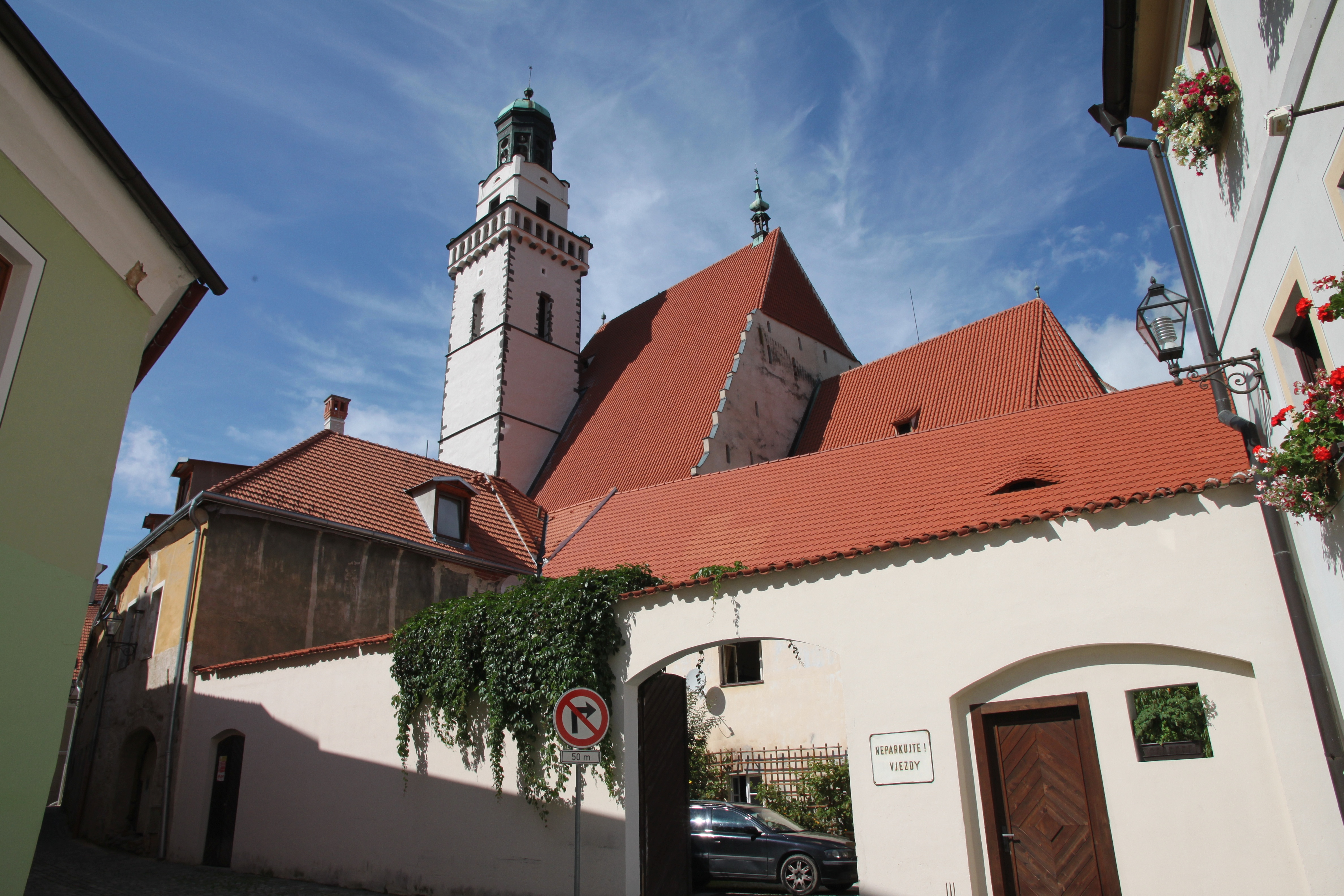
Děkanská č.p. 31, vstup z Věžní ulice
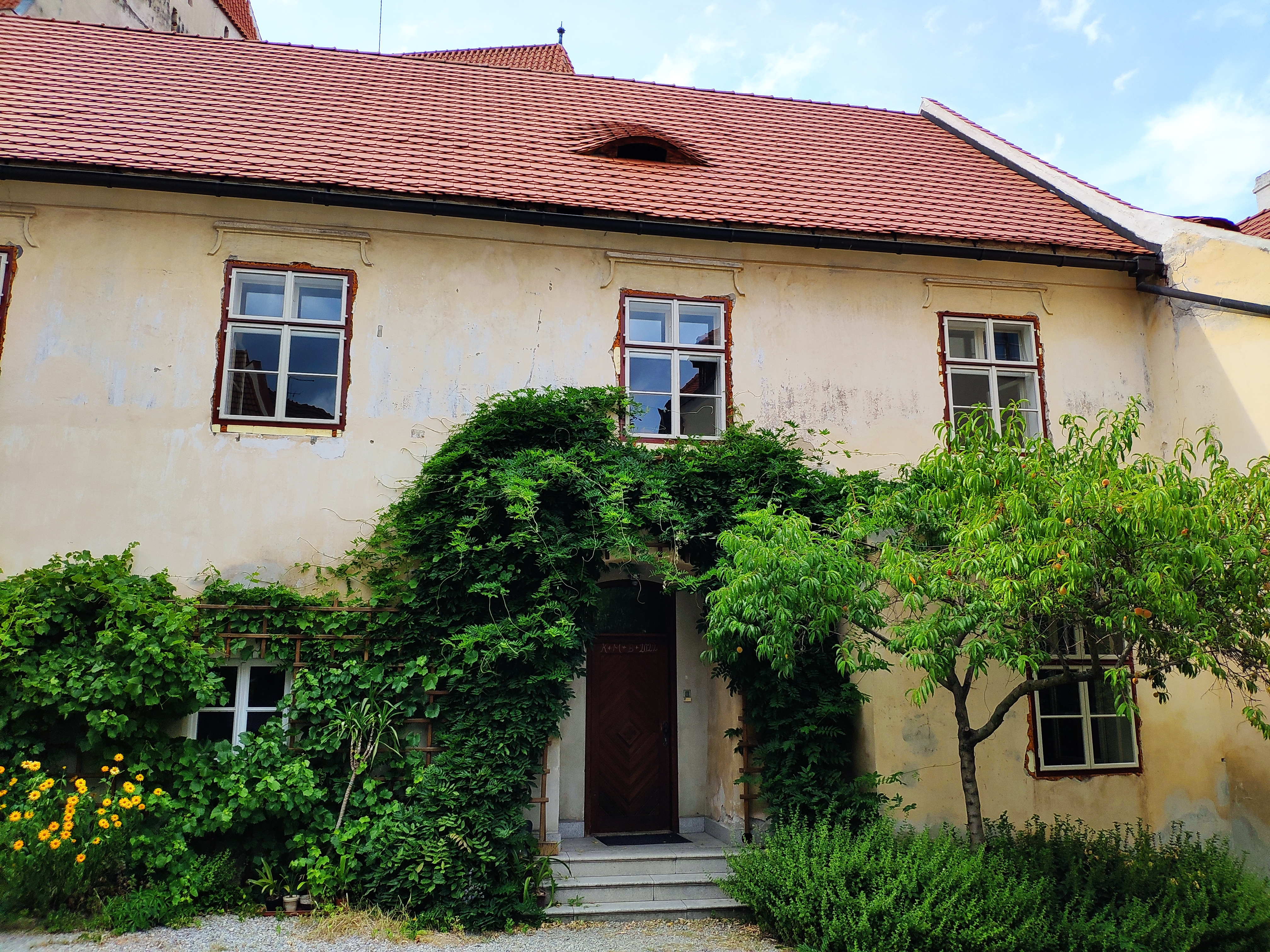
Děkanská č.p. 31, průčelí z nádvoří ve Věžní ulici
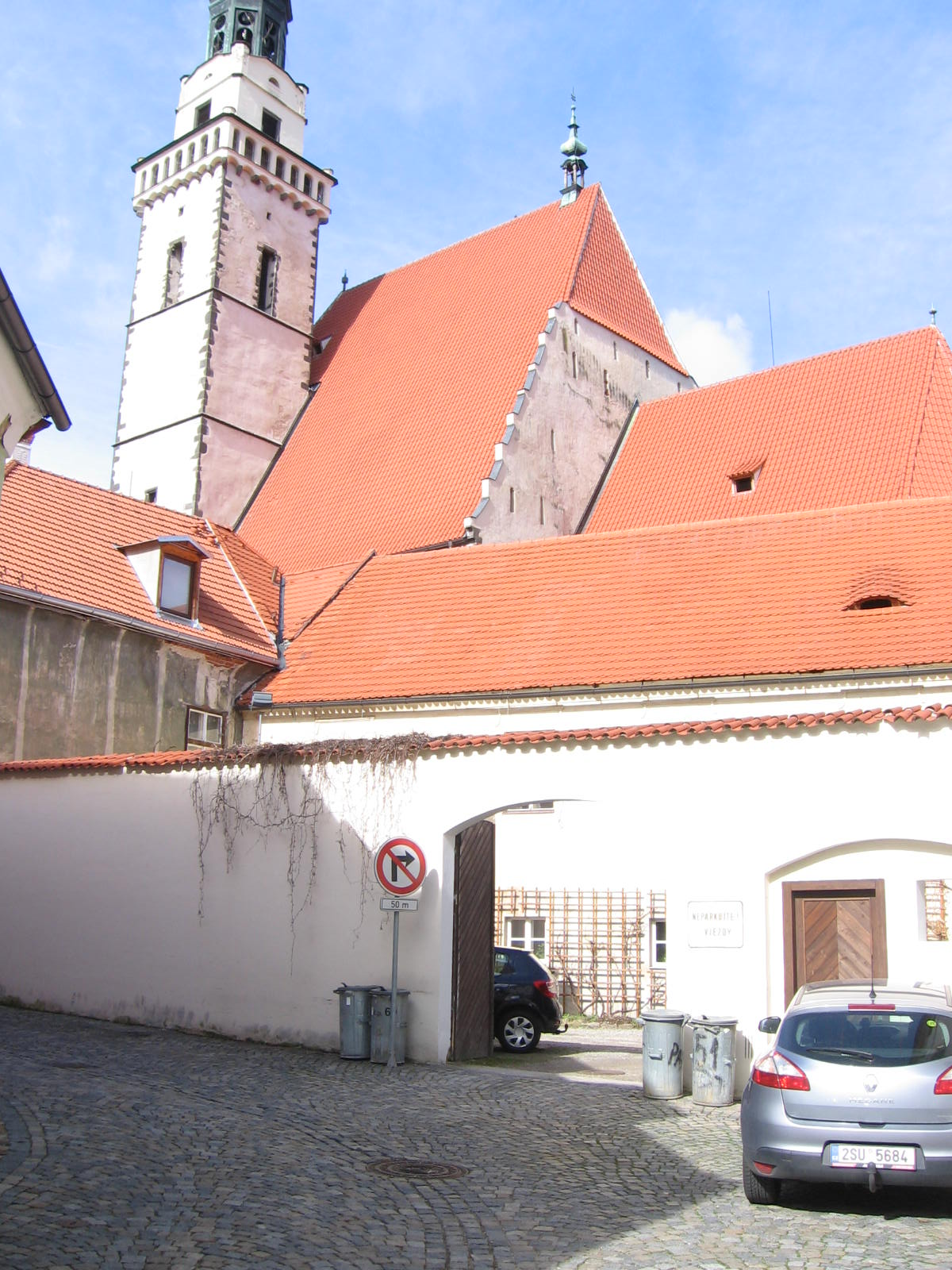
Děkanská č.p. 31, vstup z Věžní ulice
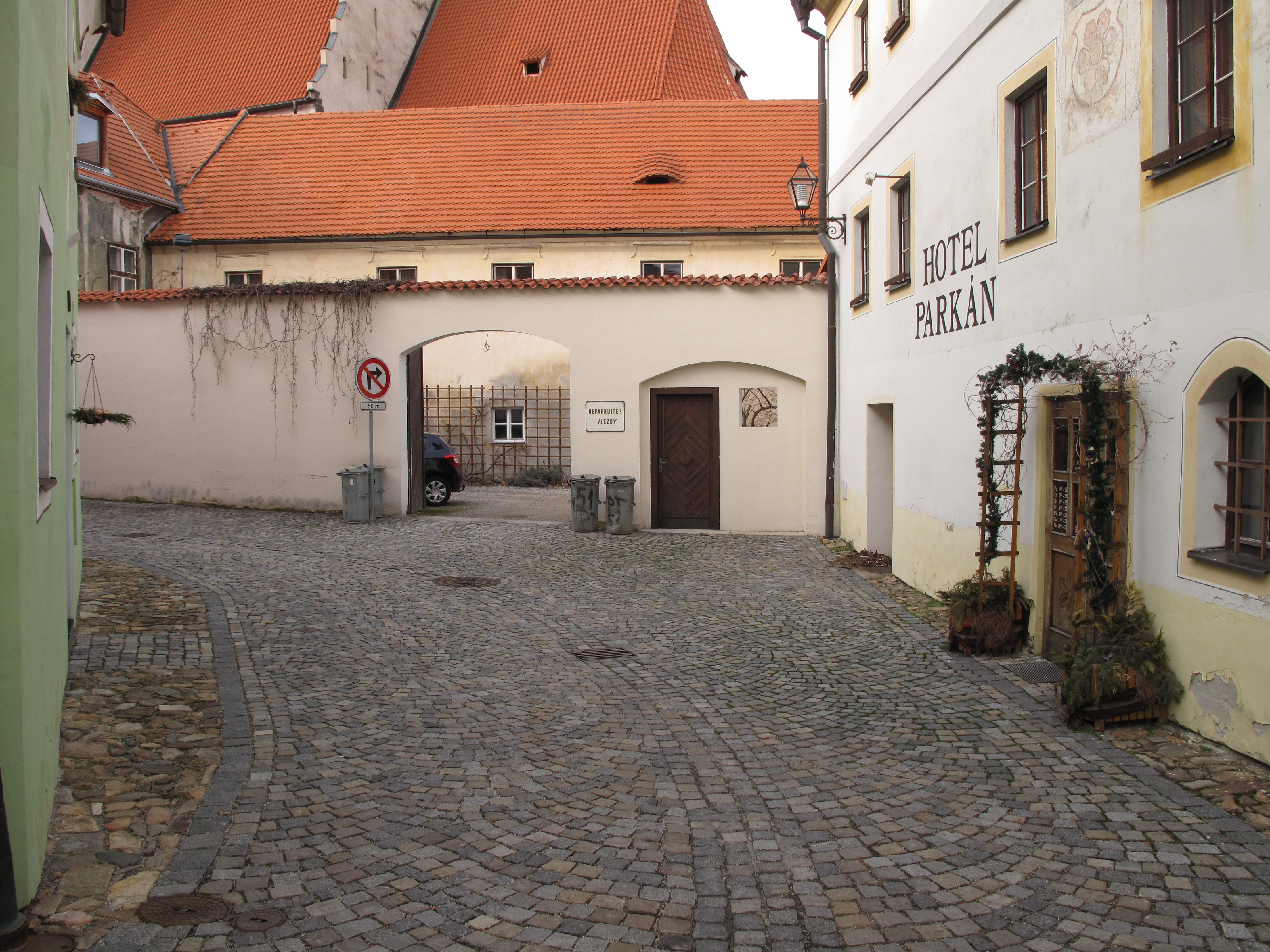
Děkanská č.p. 31, vstup z Věžní ulice